# Augusto da Silva Carvalho
Augusto da Silva Carvalho (Tavira, 13 de diciembre de 1861 - Lisboa, 11 de marzo de 1957) fue médico, profesor, administrador hospitalario e historiador.

## Biografía
Licenciado en Medicina por la Facultad Médico-Quirúrgica de Lisboa, dejó una extensa bibliografía en el área de Epidemiología, Salud Pública e Historia de la Medicina.
Fue presidente de la Sociedad de Ciencias Médicas de Lisboa y profesor invitado de Historia de la Medicina en la Facultad de Medicina de la Universidad de Lisboa. El 2 de junio de 1921 fue elegido miembro de la Academia de Ciencias de Lisboa, convirtiéndose en miembro efectivo en 1928.
Se pueden encontrar colaboraciones de su autoría en la edición mensual del Diário de Lisboa publicada en 1933 y en la Revista de Arqueologia (1932-1938).